# 슈퍼투데이
슈퍼투데이(영어: SuperToday)는 대한민국의 이벤트·공모전 기회 연결 플랫폼이다.
2015년 핫딜 정보 공유 서비스로 시작하여, 이후 이벤트 정보와 공모전 참여 기회를 종합 제공하는 플랫폼으로 방향을 전환·확장하였다.
현재 ‘슈퍼대디’가 운영하며, 업계에서 명실상부한 1위 이벤트 플랫폼으로 자리매김하고 있다.

## 역사
슈퍼투데이의 역사는 다음과 같다.
- 2015년 12월 9일 핫딜 커뮤니티로 시작하여 매일 ‘스타벅스 오늘의 커피’ 한 잔을 회원들에게 나눔
- 2016년 4월 16일  컬쳐랜드 14명, 스타벅스 오늘의 커피 2명 등 총 933명에게 나눔
- 2016년 7월 1일  회원수 1천 명 돌파
- 2016년 9월 24일  오픈마켓 및 소셜 인기핫딜 서비스 오픈
- 2016년 10월 18일  대표 도메인을 suto.co.kr로 변경
- 2016년 11월 9일  이벤트 커뮤니티로 운영 방향 전격 전환
- 2016년 11월 25일  국내 커뮤니티 최초 현금 환급 개념의 ‘슈투머니’ 서비스 시작
- 2016년 12월 9일  오픈 1주년 기념 국내 최초 기프티콘(e쿠폰) 자선 경매
- 2017년 8월 5일  회원간 e쿠폰 거래장터에 구매자 보호 시스템 적용
- 2017년 9월 1일  이벤트 당첨자 3천 명 배출
- 2017년 9월 7일  개인간 e쿠폰 거래장터 ‘쓩~쿠폰’ 서비스 시작
- 2017년 9월 20일  회원수 5천 명 돌파
- 2025년 5월 1일  사이트 전체 리뉴얼 및 공모전 서비스 시작
- 2025년 5월 12일  회원수 8만 명 돌파